# Njietjagårsså naturreservat
Njietjagårsså naturreservat är ett naturreservat i Jokkmokks kommun i Norrbottens län.
Området är naturskyddat sedan 2020 och är 1070 hektar stort. Reservatet ligger längs Stora Luleälven och består av tre kanjoner varav Njietjagårsså är en, där det växer tallskog. 